# العلاقات البوروندية الفيتنامية
العلاقات البوروندية الفيتنامية هي العلاقات الثنائية التي تجمع بين بوروندي وفيتنام.

## مقارنة بين البلدين
هذه مقارنة عامة ومرجعية للدولتين:
| وجه المقارنة                                              | بوروندي                                    | فيتنام           |
| --------------------------------------------------------- | ------------------------------------------ | ---------------- |
| المساحة (كم2)                                             | 27.83 ألف                                  | 331.69 ألف       |
| عدد السكان (نسمة)                                         | 10.86 مليون                                | 94.66 مليون      |
| الكثافة السكانية (ن./كم²)                                 | 390.23                                     | 285.39           |
| العاصمة                                                   | بوجومبورا، جيتيغا                          | هانوي            |
| اللغة الرسمية                                             | اللغة الكيروندية، لغة فرنسية، لغة إنجليزية | اللغة الفيتنامية |
| العملة                                                    | فرنك بوروندي                               | دونغ فيتنامي     |
| الناتج المحلي الإجمالي (بليون دولار)                      | 3.48 مليار                                 | 234.19 مليار     |
| الناتج المحلي الإجمالي (تعادل القوة الشرائية) بليون دولار | 8.13 مليار                                 | 553.42 مليار     |
| الناتج المحلي الإجمالي الاسمي للفرد دولار أمريكي          | 277                                        | 2.48 ألف         |
| الناتج المحلي الإجمالي للفرد دولار أمريكي                 | 77                                         | 5.63 ألف         |
| مؤشر التنمية البشرية                                      | 0.400                                      | 0.666            |
| رمز المكالمات الدولي                                      | +257                                       | +84              |
| رمز الإنترنت                                              | .bi                                        | .vn              |
| المنطقة الزمنية                                           | ت ع م+02:00                                | ت ع م+07:00      |

## منظمات دولية مشتركة
يشترك البلدان في عضوية مجموعة من المنظمات الدولية، منها:
| علم المنظمة | اسم المنظمة                        | تاريخ انضمام بوروندي | تاريخ انضمام فيتنام |
| ----------- | ---------------------------------- | -------------------- | ------------------- |
|             | مؤسسة التنمية الدولية              | 28 سبتمبر 1963       | 24 سبتمبر 1960      |
|             | يونسكو                             | 16 نوفمبر 1962       | 6 يوليو 1951        |
|             | وكالة ضمان الاستثمار متعدد الأطراف | 10 مارس 1998         | 5 أكتوبر 1994       |
|             | الأمم المتحدة                      | 18 سبتمبر 1962       | 20 سبتمبر 1977      |
|             | الاتحاد البريدي العالمي            | ?                    | ?                   |
|             | البنك الدولي للإنشاء والتعمير      | 28 سبتمبر 1963       | 21 سبتمبر 1956      |
|             | الاتحاد الدولي للاتصالات           | 16 فبراير 1963       | 24 سبتمبر 1951      |
|             | منظمة حظر الأسلحة الكيميائية       | ?                    | ?                   |
|             | مؤسسة التمويل الدولية              | 28 نوفمبر 1979       | 4 أغسطس 1967        |
|             | منظمة التجارة العالمية             | 23 يوليو 1995        | 11 يناير 2007       |
|             | منظمة الشرطة الجنائية الدولية      | ?                    | ?                   |

## وصلات خارجية
- موقع وزارة الخارجية الفيتنامية